# 愛群快餐店
愛群快餐店是蔡文強在1982年或1984年創立的港式快餐店。它在1980年代主要出售雞腿、三明治、漢堡包等產品。之後再在2006年左右開始加入小菜及粉麵等菜式。1970年代至1980年代期間，香港快餐文化興起，令香港出現多間快餐店。原本從事藥房業的蔡文強在上述環境影響下，決定轉行開辦愛群快餐店。高峰時有五間分店。不過不同的分店都在競爭及業主領展加租的情況下結業，只餘下彩虹邨的分店仍在運作。2024年11月左右，香港政府公佈將分三期重建彩虹邨。蔡文強對此表示自己有意借此機會退休，至於愛群快餐店會否續營則視乎其已移居外國的兒子會否接手。

## 歷史
1970年代至1980年代期間，香港快餐文化興起，令香港出現多間快餐店，其中不少是港式快餐店。原本從事藥房業的蔡文強在上述環境影響下，再加上自己有相熟的西餐廚師，於是決定轉行開辦快餐店。最終在1982年或1984年創立愛群快餐店，高峰時有五間分店，其中三間位於梨木樹邨、順利邨、順天邨。彩虹邨的分店則在蔡文強跟五至六位投標者競爭的情況下投得。
不過不同的分店都在競爭及業主領展加租的情況下結業。2021年5月，順利邨的愛群快餐店結業，致使愛群快餐店只餘下彩虹邨的分店仍在運作。2024年11月左右，香港政府公佈將分三期重建彩虹邨。房屋署曾就此重建計劃詢問蔡文強會否在重建後再度營運愛群快餐店。他表示自己有意退休，至於愛群快餐店會否續營則視乎其已移居外國的兒子會否接手。次月，蔡文強表示暫決定在彩虹邨重建期間搬到美東邨，工程完畢後再回到彩虹邨續營。

## 產品

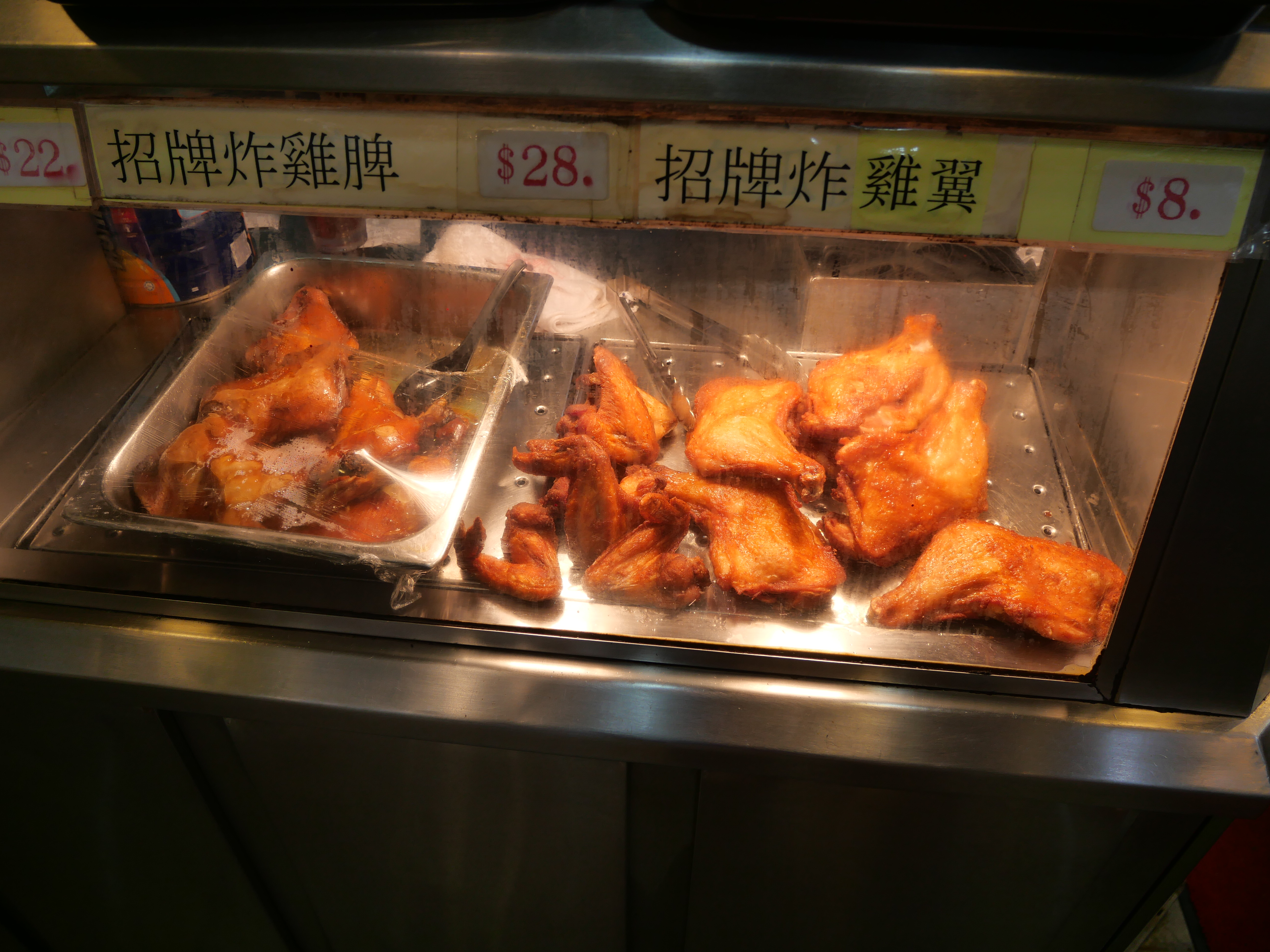
於愛群快餐店出售的炸雞

愛群快餐店在1980年代主要出售雞腿、三明治、漢堡包等產品。之後再在2006年左右開始加入小菜及粉麵等等菜式。它在2002年時已提供學生餐，在當時以20港元的價格向學生售賣飯菜和飲料。2014年，《蘋果日報》提道它會向顧客出售以薯仔等材料製成的卡夫沙律。2016年《明報》的報導指出，它提供的所有肉類原產地都是美國及巴西，米飯則使用金鳳牌。它擁有自己的工場，用以醃製肉類。

## 迴響
2002年《成報》的報導指出彩虹邨的愛群快餐店受到附近學生歡迎，不過這一客群之後因人數下降和選擇多樣化而減少。《蘋果日報》記者、《大公报》記者、《游走香港屋邨誌》著者簡佩珊分別形容該分店裝潢具「懷舊」風格。《Time Out》則形容其裝潢具香港特色，「以清晰、直接為標準」。簡佩珊亦指其食物價格便宜。《香港經濟日報》的趙景隆讚揚了該店出售的沙薑雞飯和蠔仔肉碎粥。《蘋果日報》記者亦表示它的卡夫沙律很像「小時候媽媽做沙律的味道」。